# Hardegsen
Hardegsen [haːɐ̯.dɛksn̩] ist eine Kleinstadt im Süden des niedersächsischen Landkreises Northeim. Hardegsen bezeichnet sich als das Tor zum Solling (siehe auch: Naturpark Solling-Vogler) und ist von einem umfangreichen Wanderwegenetz umgeben. Die Stadt ist bekannt für ihre Fachwerkhäuser und die Burg Hardeg mit dem Muthaus; außerdem hat sie einen Wild- und Haustierpark sowie einen Campingplatz. Bis Ende 2010 war Hardegsen ein staatlich anerkannter Luftkurort.

## Geografie

### Lage
Hardegsen liegt westlich der Leine und östlich des Sollings, direkt am südwestlichen Rand des Höhenzuges Weper. Hardegsen wird von der Espolde durchflossen, in die im Stadtgebiet der Schöttelbach mündet.

### Stadtgliederung (Ortsteile)
- Asche
- Ellierode
- Ertinghausen
- Espol
- Gladebeck
- Hardegsen (Verwaltungssitz)
- Hettensen
- Hevensen
- Lichtenborn
- Lutterhausen
- Trögen
- Üssinghausen

(Quelle unter:)

### Nachbargemeinden
|       | Moringen                                    | Moringen          |
| Uslar | Kompassrose, die auf Nachbargemeinden zeigt | Nörten-Hardenberg |
|       | Adelebsen00Bovenden (Landkreis Göttingen)   |                   |

## Geschichte
Obwohl archäologische Funde aus der älteren Eisenzeit (von 800 v. Chr. bis Chr. Geb.) auf eine noch frühere Besiedlung schließen lassen, wurde Hardegsen, mit dem damals üblichen latinisierten Namen, als Hiridechessun erstmals im Jahre 1020 urkundlich erwähnt. Es liegt das Ausgangswort *Heridagishuson (‚Siedlung des Heridag‘) zugrunde. Aufgrund des Namens mit der Endung deg bzw. dag (es gibt über zehn bekannte Schreibweisen von Hardegsen) geht man heute davon aus, dass Hardegsen ursprünglich eine Siedlung der Cherusker gewesen sein muss. In der Nähe von Hardegsen auf dem Galgenberg gibt es außerdem ein ungefähr 2000 Jahre altes Hockergrab.
Ein Beweis einer noch früheren Besiedlung ist ein Bronzebeil von 15 cm Länge, durch dessen Bauart als Randbeil es der mittleren Bronzezeitperiode von 1550 bis 1300 v. Chr. zugeordnet werden konnte. In der näheren Umgebung von Hardegsen wurden weiterhin steinerne Äxte gefunden, die der Jungsteinzeit zugeordnet wurden (um 4500 v. Chr.).
Der Ort wird erstmals um 1015/1036 erwähnt. Der Vita des Bischofs Meinwerk von Paderborn zufolge schenkte damals ein Adeliger namens Richard mit Zustimmung seines Erben Wiris dem Bistum Eigengüter in Hiridechessun und fünf weiteren nahegelegenen Dörfern. Der Ortsname leitet sich von dem Personennamen Heridag, gebildet aus dem altsächsischen heri (= Heer), dag (= Tag), sowie dem Wort -hausen ab. Nach dieser Erstnennung ist Hardegsen über 200 Jahre nicht fassbar. Es gibt auch keine archäologischen Befunde aus dieser Zeit. Wahrscheinlich hatten die Grafen von Northeim oder das Erzbistum Mainz die Herrschaftsrechte im Raum Hardegsen inne.

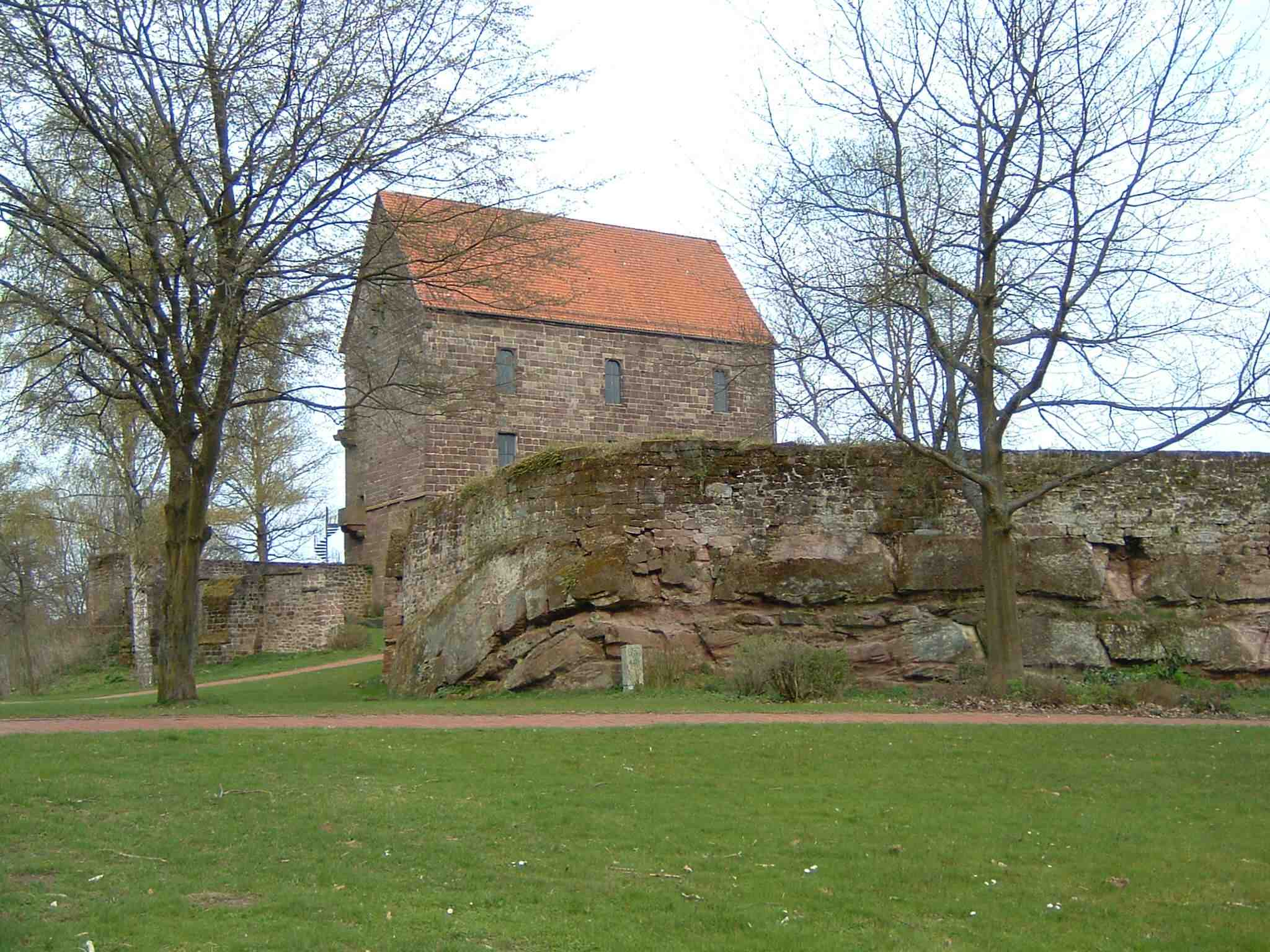
Burg Hardegsen

Um die Mitte des 13. Jahrhunderts erscheinen die Herren von Rosdorf als Besitzer. Ob sie die Grundherrschaft geerbt oder gekauft hatten, ist nicht bekannt. Seit etwa 1252 besaßen sie auch Moringen. In der zweiten Hälfte des 13. Jahrhunderts versuchten die Rosdorfer, auf dieser Basis eine geschlossene Grundherrschaft aufzubauen. Diese umfasste den Raum Göttingen und reichte bis ins nördliche Hessen und ins westliche Thüringen hinein. Um 1300 gehörten sie zu den bedeutendsten Adelsgeschlechtern der Gegend. 1287 urkundete Dethard II. von Rosdorf als dominus castri Herdegessen (Herr der Burg Hardegsen). Die Brüder Dethard, Konrad und Ludwig von Rosdorf stellten 1310 eine Urkunde aus, die außer Hardegsen von einem Ort ante castrum Herdegessen (vor der Burg Hardegsen) spricht. Sie entwickelten zu Beginn des 14. Jahrhunderts auf der Burg eine rege Bautätigkeit, die über die finanziellen Möglichkeiten der Herren weit hinausging.
1383 wurden der Stadt von Herzog Otto „dem Quaden“ die Stadtrechte verliehen. Die Burg Hardegsen war 200 Jahre lang Sommerresidenz der Welfen. In den vorangegangenen Jahren traten die Herren von Rosdorf als Eigentümer des Dorfes Hardegsen auf. Ferner zählten zu ihrem Besitz die benachbarten Dörfer Ertinghausen, Schlarpe, Elliedrode, Hettensen, Lichtenborn, Asche, Lutterhausen und Hevensen; über das Dorf Wolbrechtshausen übten sie die Kriminalgerichtsbarkeit aus. Otto der Quade löste die Herren von Rosdorf im Jahre 1380 ab, eroberte die Burg und verlegte seine Residenz für die kommenden 14 Jahre auf die Hardeg. Mit dem Aufstieg des Dorfes zu seiner Residenz befestigte es Otto mit Mauern, Türmen und Wallgräben und versah es mit einer Landwehr, welche von Hardegsen bis nach Hevensen reichte. Als Residenz Ottos wurde die Stadt oft in Fehden verstrickt, was zur Folge hatte, dass die Bewohner dazu verpflichtet wurden, an der Auseinandersetzung mit der Stadt Göttingen teilzunehmen. Der für die Göttinger siegreiche Abschluss dieser Fehde fand auf den Streitäckern bei Rosdorf am 22. Juli 1387 statt.

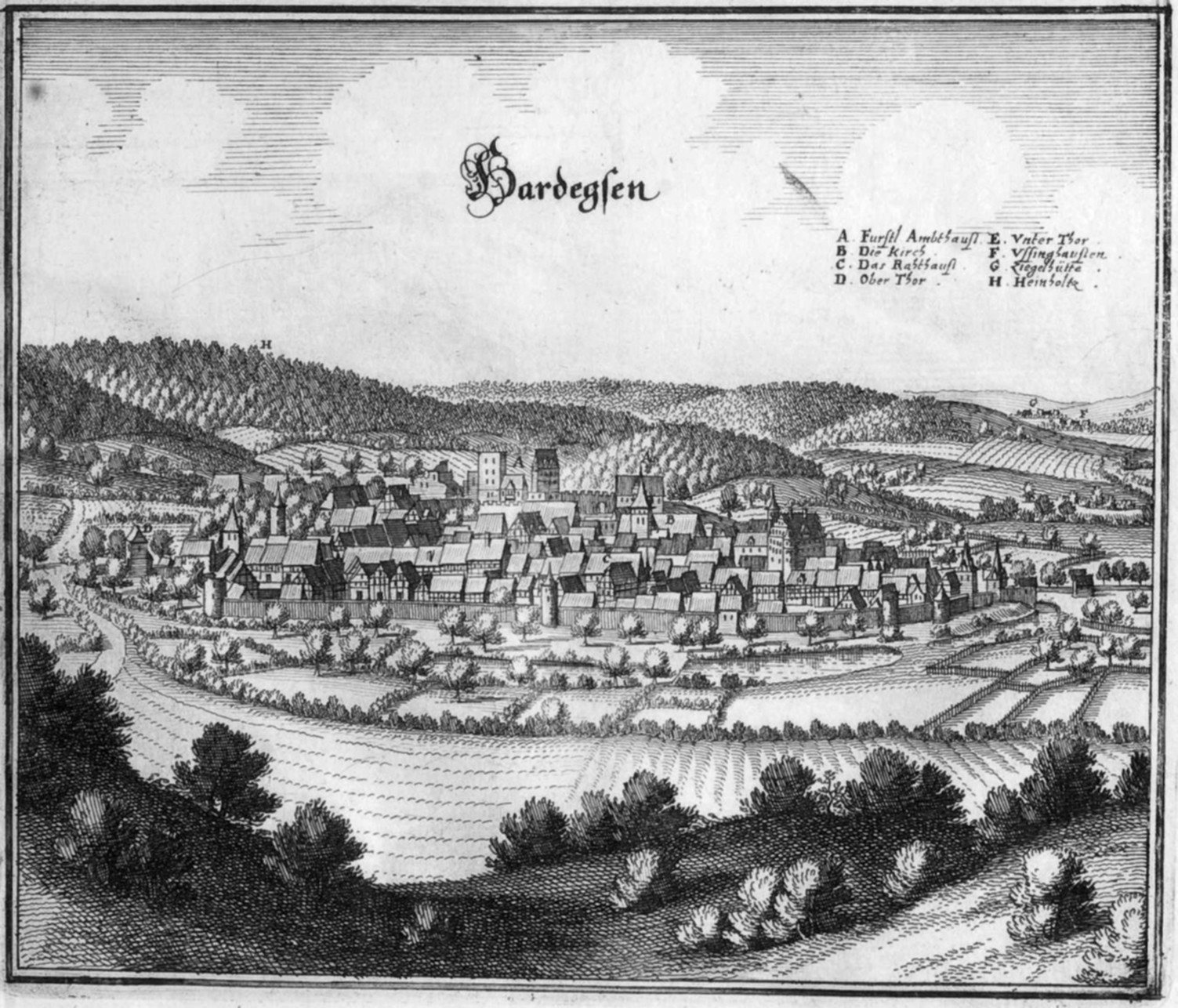
Merian-Stich um 1654

Fehden bestimmten auch das Schicksal Hardegsens im 15. Jahrhundert. So wurde es in dem 1460er Jahren in eine Auseinandersetzung mit den Hansestädten Braunschweig, Magdeburg, Halle (Saale), Goslar, Halberstadt, Göttingen, Northeim, Einbeck, Hildesheim und Hannover verstrickt. Der Anlass war, dass Friedrich von Braunschweig-Lüneburg bei Nörten-Hardenberg und Holzminden oft Lübecker und Lüneburger Kaufleute überfiel; die mit kostbaren Tuch beladenen Wagen raubte er und brachte seine Beute nach Moringen und auf die Burg Everstein. Die Hansestädte gingen daraufhin gemeinsam gegen Herzog Wilhelm I. und dessen Söhne Wilhelm II. und Friedrich vor. Sie belagerten 1466 die Stadt Hardegsen, verwüsteten Häuser und richteten wirtschaftlichen Schaden an. Auf dem Rückweg der Hanseaten nach Hannover plünderten sie weitere neunzehn Dörfern. Die Fehde dauerte bis 1467 an, als die Welfen die Göttinger endlich besiegten und mit einer stattlichen Beute nach Hardegsen zurückkehrten.  Ab Mitte des 16. Jahrhunderts finden sich in den Urkunden erste Verweise auf Amtsmänner in Hardegsen: die fürstliche Herrschaft Hardegsen wurde somit in das Amt Hardegsen umgewandelt, dessen Ausdehnung den Besitz der Herren von Rosdorf umfasste – es waren die Dörfer Ellingerode, Hettensen, Schlarpe (Schlarbeck), Lichtenborn, Asche, Lutterhausen, Ertinghausen, Wolbrechtshausen und Hevensen. Die Anlehnung an das Adelsgeschlecht von Rosdorf zeigt sich auch im ehemaligen Amtssiegel, welches dem Rosdorfer Wappen entlehnt war und einen Schlüssel sowie den Löwen der Welfenherzöge enthielt. 1611 lebten im Amt Hardegsen 790 Personen, diese Zahl stieg bis in das Jahr 1792 auf etwa 2000 Einwohner. Einnahmen bezog das Amt vorwiegend aus den zugehörigen Grundstücken, Erbzinsgefällen, Zolleinnahmen, dem Fruchtzehnten; außerdem waren Hand- und Spanndienste zu leisten. Die verbuchten Beträge beliefen sich im Jahr 1679 auf etwa 2387 Taler.
Der historische Stadtkern wurde viele Male Opfer von Brandkatastrophen; der letzte Großbrand vom 24. Dezember 1678 galt als das einschneidendste Ereignis in der Geschichte von Hardegsen. Ein Großteil des Stadtkerns fiel damals einer Feuersbrunst zum Opfer. Da der Brand zum Zeitpunkt der heiligen Messe begann, kam kein Mensch zu Schaden. In den Jahren des Siebenjährigen Krieges hatte auch Hardegsen zu leiden, da ab 1758 Soldaten im Ort ihr Quartier bezogen. Erstmals trafen im Januar acht Kompanien eines französischen Infanterie-Regimentes ein, nach ihrem Abzug einen Monat später setzte sich ein Husaren-Regiment fest. Es folgten weitere Durchzüge von Truppen, die unter anderem die Sommerfrüchte als Pferdefutter verwendeten, die Häuser besetzten und schließlich auch die Pest einschleppten. Am 15. August 1760 bezog das Korps von Nikolaus von Luckner bei Hardegsen Stellung, und am 20. November schlug Ferdinand von Braunschweig-Wolfenbüttel mit seinen Truppen sein Hauptquartier in Hardegsen auf. Nach dem Abzug der Soldaten Ferdinands wurden 800 Mann Braunschweiger und blieben über Winter in den Bürgerhäusern. Unter den damaligen beengten Wohnverhältnissen breiteten sich Krankheiten aus, unter anderem ab Dezember 1760 das Fleckfieber. Die Verluste waren hoch, zahlreiche Männer der Garnison und 500 Einwohner starben bis zum Anfang des Jahres 1761. Bis zum Ende des Krieges sollte die Hälfte der Einwohnerschaft der Krankheit erliegen. Auch nachdem die Truppen abgezogen waren, ebbte die Krankheit nicht ab. Um der Sache Herr zu werden, errichtete man drei Hospitäler, verpflichtete einige Ärzte aus Göttingen und reinigte die Straßen mit stark riechenden Essenzen. Die Sterberate war dermaßen hoch, dass schnell Särge und Bretter knapp wurden. Hohe Kontributionszahlungen von insgesamt 40.000 Talern führten dazu, dass der Ort am Ende des Siebenjährigen Krieges finanziell völlig erschöpft war. Auch Fronfuhren auch außerhalb Hardegsens, Kriegs- und Magazinfuhren und Verwüstungen der Gebäude schwächten die Wirtschaftskraft Hardegsens.
Als im Jahre 1807 das Königreich Westphalen errichtet wurde, begann man auch die bisherige Ordnung in Hardegsen zu verändern. Adolph Meier, seit 1801 Bürgermeister des Ortes, legte 1808 sein Amt nieder und wurde kurz darauf Maire des neu errichteten Kantons Adelebsen. Mit der Einteilung in Distrikte teilte man Hardegsen dem Kanton Hardegsen zu; das Amt selbst wurde jedoch in eine Domäne umgewandelt. Der letzte Amtmann, Friedrich Koch, erhielt das Amt des Maire von Hardegsen, welches er von 1808 bis zu seinem Tod 1811 ausübte; ihm folgte Götz von Olenhusen nach, bis Hardegsen 1814 in das Königreich Hannover eingegliedert wurde. Zu dieser Zeit bekannte sich die überwiegende Zahl der Bewohner Hardegsens, insgesamt 1136 Personen, die sich auf 161 Wohnhäuser verteilten, zum lutherischen Glaubensbekenntnis. Bis um die Mitte des 19. Jahrhunderts blieb die Einwohnerzahl relativ konstant. Der Ort bildete damals im Fürstentum Göttingen, gemeinsam mit Moringen, das königliche Amt Moringen-Hardegsen mit 6641 Einwohnern, von denen auf Hardegsen 1202 Personen und 179 Wohnhäuser entfielen.
Die Stadt ist seit 1973 staatlich anerkannter Erholungsort und war von 1975 bis 2010 staatlich anerkannter Luftkurort.
Im Jahr 2015 feierte die Stadt ihr 1000-jähriges Jubiläum. Hier gab es einen großen Festakt mit zahlreichen Feierlichkeiten an einem Septemberwochenende.

### Eingemeindungen
Am 1. Juni 1970 wurden Ellierode und Lutterhausen eingegliedert. Im Zuge der Gebietsreform in Niedersachsen, die am 1. März 1974 stattfand, kamen Asche, Ertinghausen, Espol, Gladebeck (bis dahin im Landkreis Göttingen), Hettensen, Hevensen, Lichtenborn, Trögen und Üssinghausen hinzu.

### Einwohnerentwicklung
| Jahr | Einwohner | Quelle |
| ---- | --------- | ------ |
| 1885 | 1089      | [ 17 ] |
| 1910 | 1305      | [ 18 ] |
| 1925 | 1380      | [ 17 ] |
| 1933 | 1448      | [ 17 ] |
| 1939 | 1461      | [ 17 ] |
| 1950 | 2760      | [ 19 ] |
| 1956 | 2568      | [ 19 ] |
| 1973 | 3864      | [ 20 ] |
| 1975 | 07440 ¹   | [ 21 ] |
| 1980 | 7552 ¹    | [ 21 ] |

| Jahr | Einwohner | Quelle |
| ---- | --------- | ------ |
| 1985 | 7694 ¹    | [ 21 ] |
| 1990 | 7886 ¹    | [ 21 ] |
| 1995 | 8314 ¹    | [ 21 ] |
| 2000 | 8574 ¹    | [ 21 ] |
| 2005 | 8628 ¹    | [ 21 ] |
| 2010 | 8161 ¹    | [ 21 ] |
| 2015 | 7815 ¹    | [ 21 ] |
| 2019 | 7612 ¹    | [ 21 ] |
| 2020 | 7614 2    | [ 22 ] |
| 2021 | 7646 2    | [ 22 ] |

¹ jeweils zum 31. Dezember
2 jeweils zum 01. Oktober
|  |

## Religion

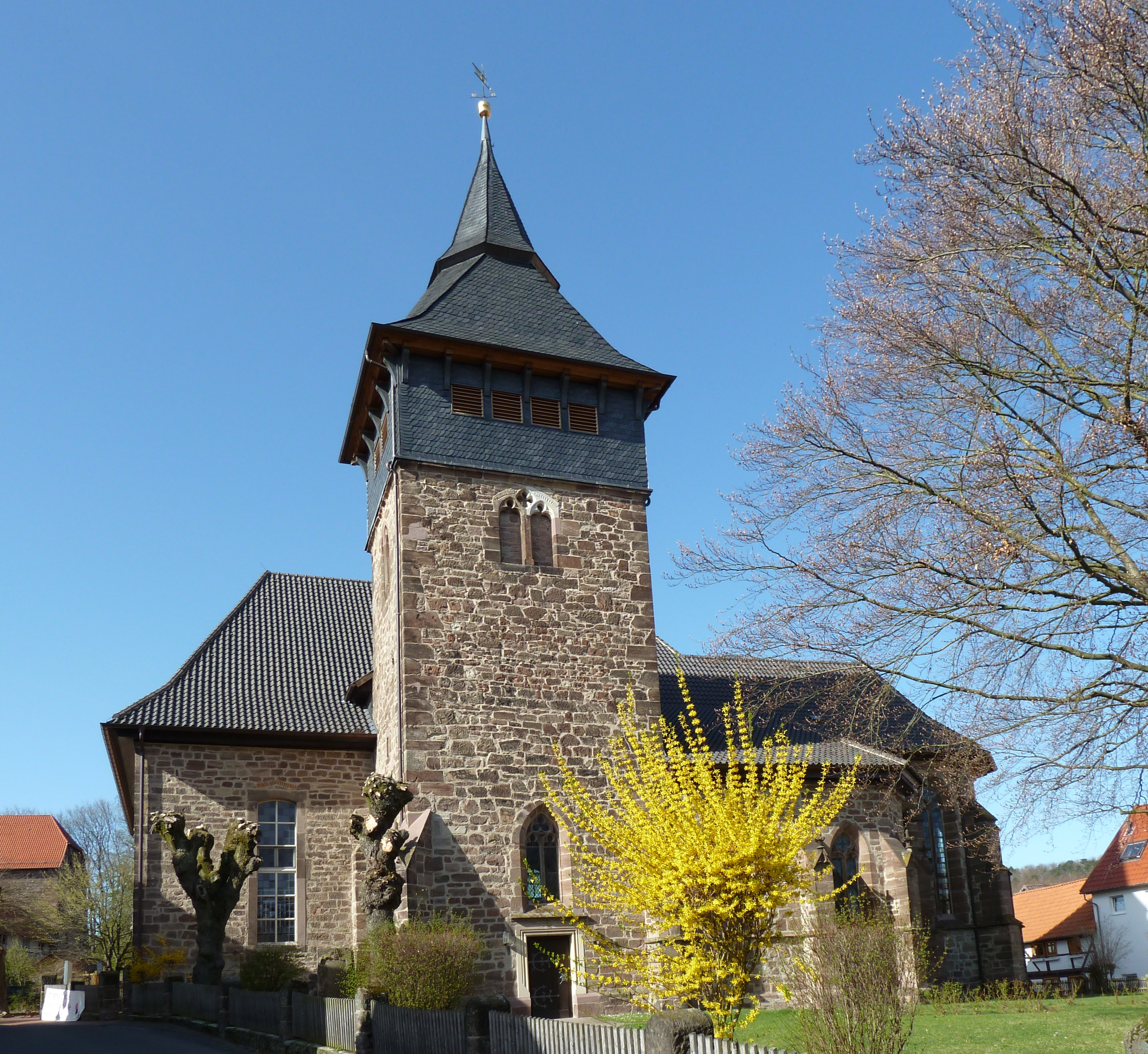
Ev.-luth. St.-Mauritius-Kirche

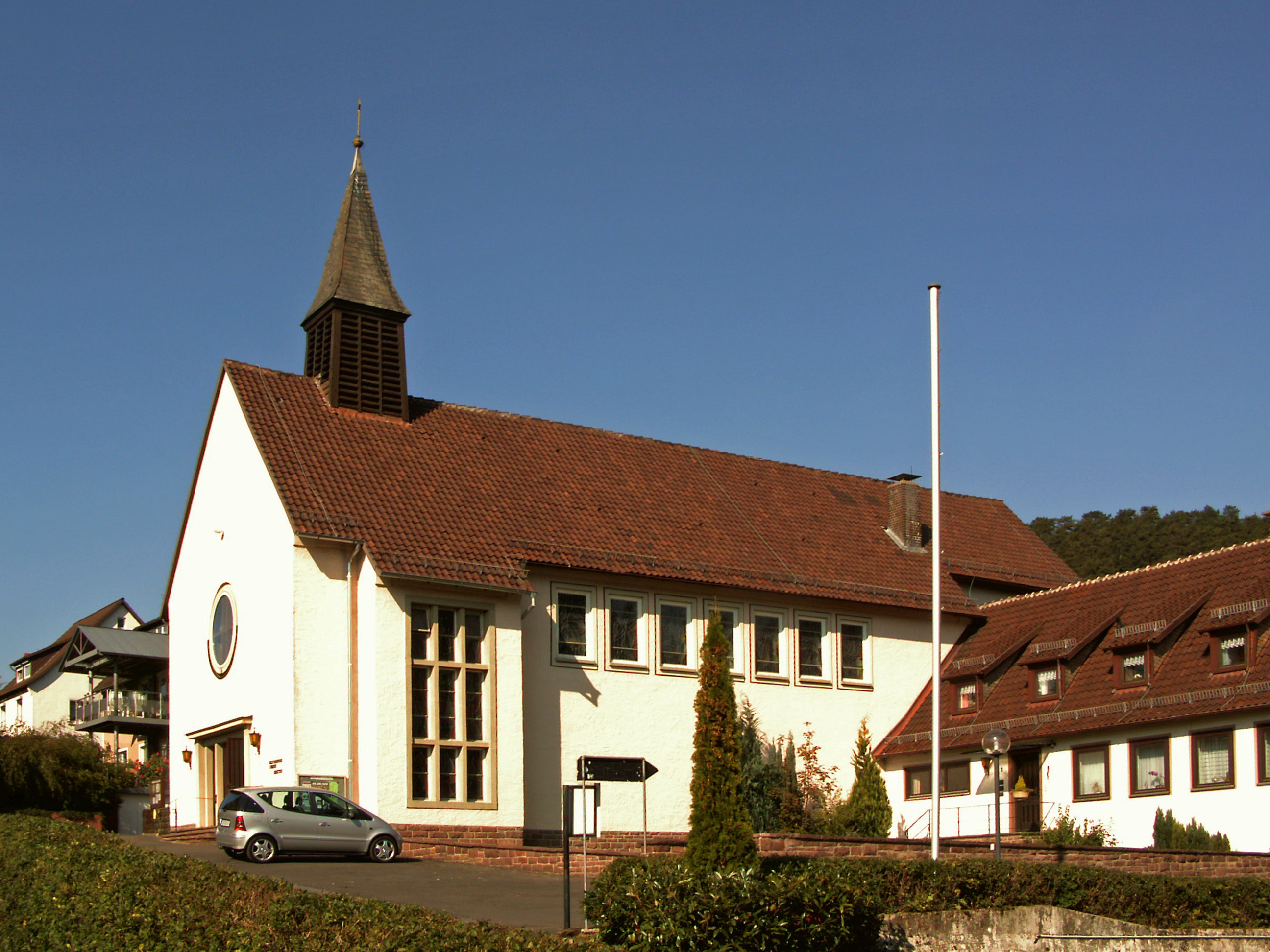
Katholische St.-Marien-Kirche

Die Bevölkerung von Hardegsen ist vornehmlich evangelisch-lutherisch mit der Evangelisch-lutherischen St.-Mauritius-Kirchengemeinde Hardegsen. Hinzu kommt noch die Katholische St.-Marien-Kirchengemeinde Hardegsen. Aus der vorreformatorischen Zeit sind 17 Pastoren (von 1307 bis 1545) verzeichnet. Ab 1540 gab es evangelisch-lutherische Gottesdienste und Pastoren.
Die Christianisierung von Hardegsen erfolgte früher als die des Gebietes um Hannover. Dem Umstand ist es zu verdanken, dass Hardegsen nicht dem benachbarten Bistum Paderborn oder Bistum Hildesheim zugeordnet wurde, sondern schon vorher an das Erzbistum Mainz angegliedert war (um 745).
Erst drei Jahrhunderte später, von 1002 bis 1024 wurde das erste Gotteshaus in Hardegsen erbaut. Seit 1150 gehörte Hardegsen zum Archidiakonat Nörten.
Mit Anfang des 11. Jahrhunderts bis zur Auflösung (aufgrund der Reformation) 1543 gab es in Hardegsen auch eine Bruderschaft der Kalande. Erste verlässliche Hinweise auf die Bruderschaft gab es Anfang des 15. Jahrhunderts.
Trotz der evangelisch-lutherischen Gottesdienste seit 1540 wurde in Hardegsen erst am 31. Januar 1543 offiziell die Reformation eingeführt. An dem Tage wurde durch den Superintendenten Magister Antonius Corvinus die Visitation vorgenommen und das Kirchenwesen neu geordnet. Die neu verfasste Kirchenordnung von Corvin galt bis 1919. Mit der Einführung der Reformation wurde auch die Verehrung der Heiligen und Reliquien beendet. Damit endeten auch die Wallfahrten zur Kirche in Hardegsen, die von sich behauptete die Gebeine des heiligen Vitus zu besitzen.
Von ungefähr 1945 an bildete sich wieder eine katholische Kirchengemeinde. Im Jahre 1955 wurde die St.-Marien-Kirche am Marienweg errichtet, entworfen von Josef Fehlig. Im Jahre 1961 kam noch eine Filialkirche in Volpriehausen hinzu. Im Jahre 1972 wurde im Pfarrgarten von St. Marien ein Bildstock als Wallfahrtsstätte errichtet. Seit dem 1. September 2010 gehört die St.-Marien-Kirche zur Pfarrgemeinde St. Martin in Nörten-Hardenberg.

## Politik

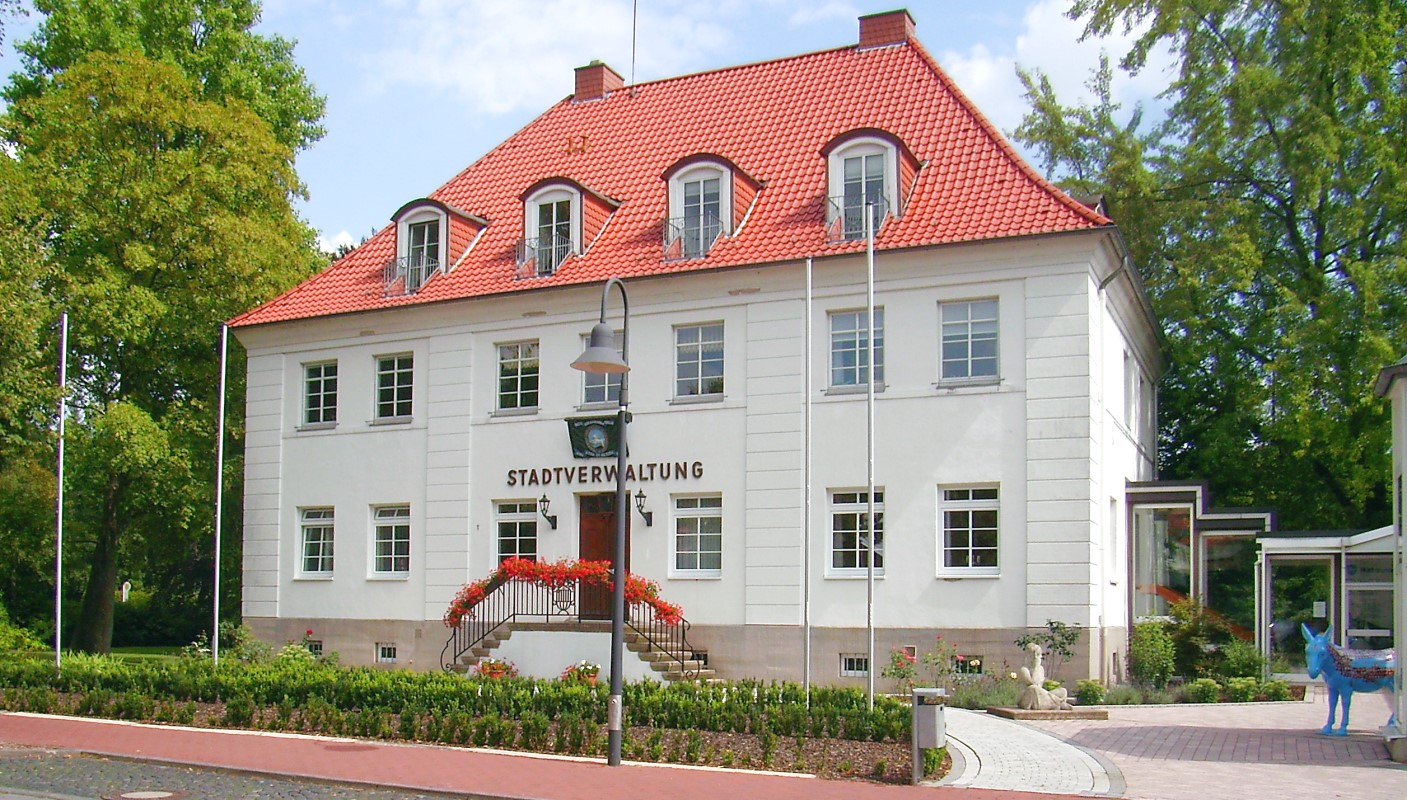
Stadtverwaltung Hardegsen

### Stadtrat
Der Stadtrat von Hardegsen besteht aus 20 Ratsmitgliedern. Dies ist die festgelegte Anzahl für eine Gemeinde mit einer Einwohnerzahl zwischen 7001 und 8000. Der Rat wird bei den Kommunalwahlen für jeweils fünf Jahre gewählt. Die aktuelle Amtszeit begann am 1. November 2016 und endet am 31. Oktober 2021.
Stimm- und sitzberechtigt im Rat ist außerdem der Bürgermeister.
Die letzten Kommunalwahlen ergaben direkt nach der Wahl die folgende Sitzverteilung:
| Kommunalwahl       | CDU | SPD | FDP | Freie Bürgerliste (FBL) | Grüne | Hardegsen 21 | Die Linke | Parteilose | Gesamt   |
| ------------------ | --- | --- | --- | ----------------------- | ----- | ------------ | --------- | ---------- | -------- |
| 12. September 2021 | 3   | 7   | 3   | 3                       | 1     | 2            | 1         | –          | 20 Sitze |
| 11. September 2016 | 5   | 6   | –   | 5                       | 1     | 2            | 1         | 1          | 21 Sitze |
| 11. September 2011 | 6   | 8   | 3   | 2                       | 2     | 1            | –         | 1          | 23 Sitze |
| 10. September 2006 | 7   | 8   | 3   | 2                       | 1     | –            | –         | 2          | 23 Sitze |
| 09. September 2001 | 6   | 9   | 2   | 4                       | 1     | –            | –         | 1          | 23 Sitze |

In der Wahlperiode 2016/2021 haben sich die SPD und die CDU (= 11 Sitze) und Die Linke mit Hardegsen 21 (= 3 Sitze) zu Gruppen zusammengeschlossen. Durch den Wechsel eines Ratsherren von der CDU zur FBL hat sich die Zusammensetzung der Gruppen inzwischen aber geändert.

### Bürgermeister
Bei der Kommunalwahl am 12. September 2021 setzte sich Lars Gunnar Gärner (SPD) mit 80,6 % gegen den Mitbewerber Sven-Oskar Thießen (FBL) mit 19,4 % der Stimmen durch. Die Wahlbeteiligung betrug 65,22 %.
Chronik der Bürgermeister
- seit 1. November 2021: Lars Gunnar Gärner (SPD)
- 2014–2021: Michael Kaiser (parteilos)
- 1996–2014: Dieter Sjuts (parteilos)

### Wappen
| Wappen von Hardegsen | Blasonierung: „In Blau ein springendes silbernes Ross.“ |
| Wappen von Hardegsen | Wappenbegründung: Klemens Stadler schreibt hierzu in seinem Buch: „Das Pferd, das wohl auf das als Zeichen der Welfen seit der Mitte des 14. Jahrhunderts nachweisbare „niedersächsische Ross“ hinweisen soll, erscheint ohne Schild schon in einem um 1500 entstandenen Siegel des Ortes. Dieser hatte 1383 die Stadtrechte von Herzog Otto von Braunschweig-Göttingen erhalten. Die Laufrichtung des Rosses änderte sich in den folgenden Siegeln, von denen es Abdrucke aus der zweiten Hälfte des 16. Jahrhunderts und von 1633 ab gibt. Die heutige Wappendarstellung fußt auf derjenigen in der Wappentafel am Rathauseingang, die vermutlich auf eine frühbiedermeierliche Vorlage zurückgeht: Über und unter dem beiderseits mit Blättern verzierten ovalen Schild befinden sich Bänder mit den Devisen recte faciendo neminem timeas (Tue Recht, scheue niemand) und audiatur et altera pars (Richte nicht sofort, höre erst des anderen Wort). Die Wappenfarben berichtet erstmals Ahrens (1891).“ |

### Städtepartnerschaften
Seit 16. Juni 1990 besteht mit der historischen Europastadt Stolberg im Harz eine Städtepartnerschaft, die sich aus ersten freundschaftlichen Kontakten unmittelbar nach der Grenzöffnung im November 1989 ergab. Zur Würdigung der Partnerschaft wurde 2018 ein Teil der Straße „Hinter der Klus“ im Rahmen eines Partnerschaftstages in „Stolberger Weg“ umbenannt.

## Kultur und Sehenswürdigkeiten

### Museen
Ellermeiers Burgmannshof

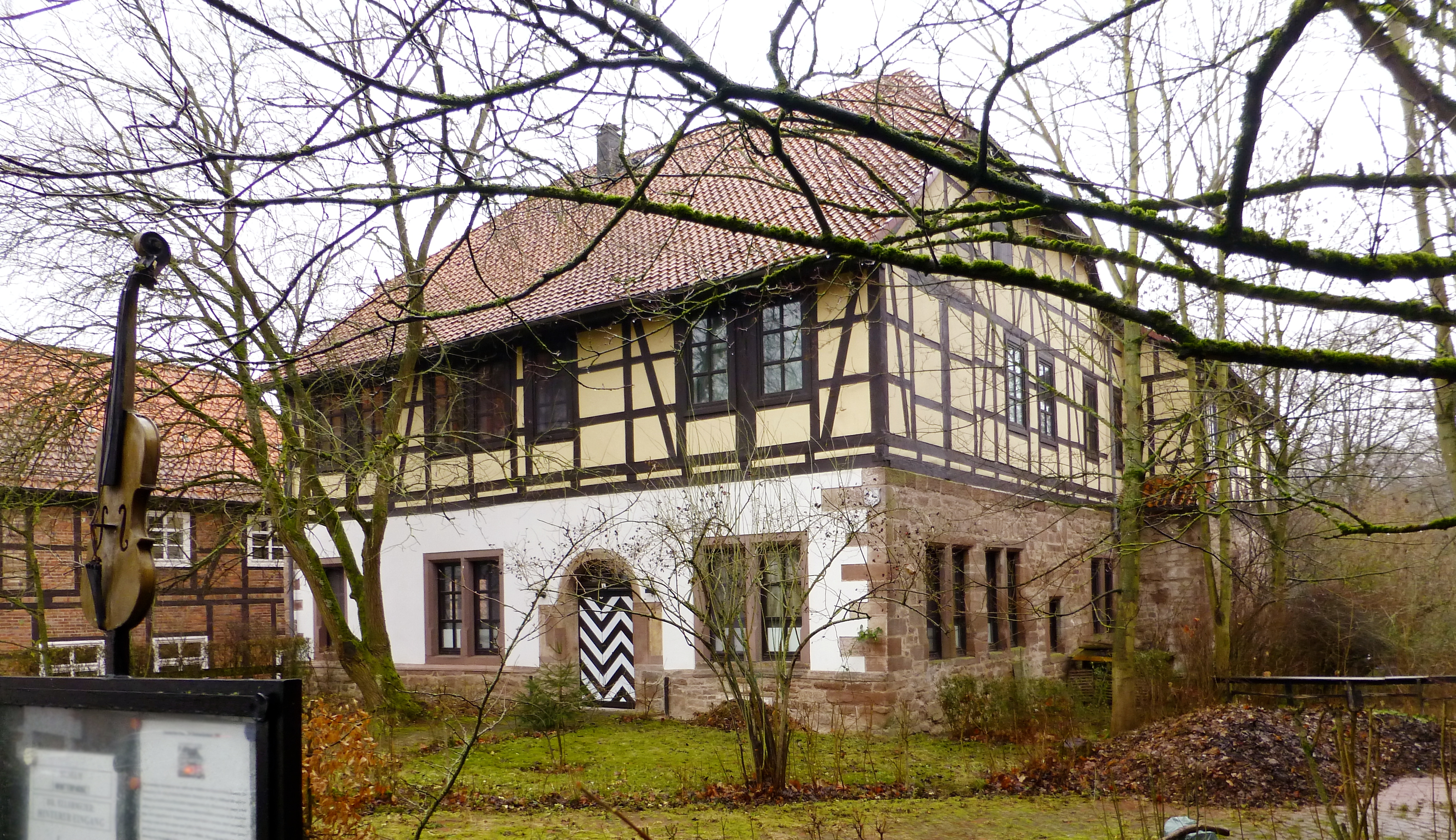
Zweiter Burgmannshof mit Schaukasten

Er wurde in den Jahren 1977 bis 1982 komplett restauriert und beherbergt als Baudenkmal ein Geigenmuseum sowie eine Forschungsstätte für Theologie und altorientalische Kultur. Ellermeiers Burgmannshof ist der 2. Burgmannshof in Hardegsen. Der Initiator für die Erhaltung, Sanierung und Weiternutzung des nach ihm benannten Burgmannshofes, der Theologe Friedrich Ellermeier, wurde 1984 mit dem Deutschen Preis für Denkmalschutz und 1986 mit dem Paul-Dierichs-Preis ausgezeichnet.
Burgstall
Er dient als Historisch Ökologisches Regionalmuseum und befindet sich auf dem Gelände der Burg Hardeg. Dort werden handwerkliche Traditionen des ländlichen Raums unter ihren historischen und ökologischen, ihren arbeitstechnischen und sozialen Aspekten vorgeführt. Seit 1999 gibt es in dem Gebäude zusätzlich die Museumsschule mit einem historischen Klassenzimmer. Kinder können dort in historischer Schulkleidung Schulunterricht vergangener Zeiten nachvollziehen und zum Beispiel die Sütterlinschrift kennenlernen.

### Bauwerke

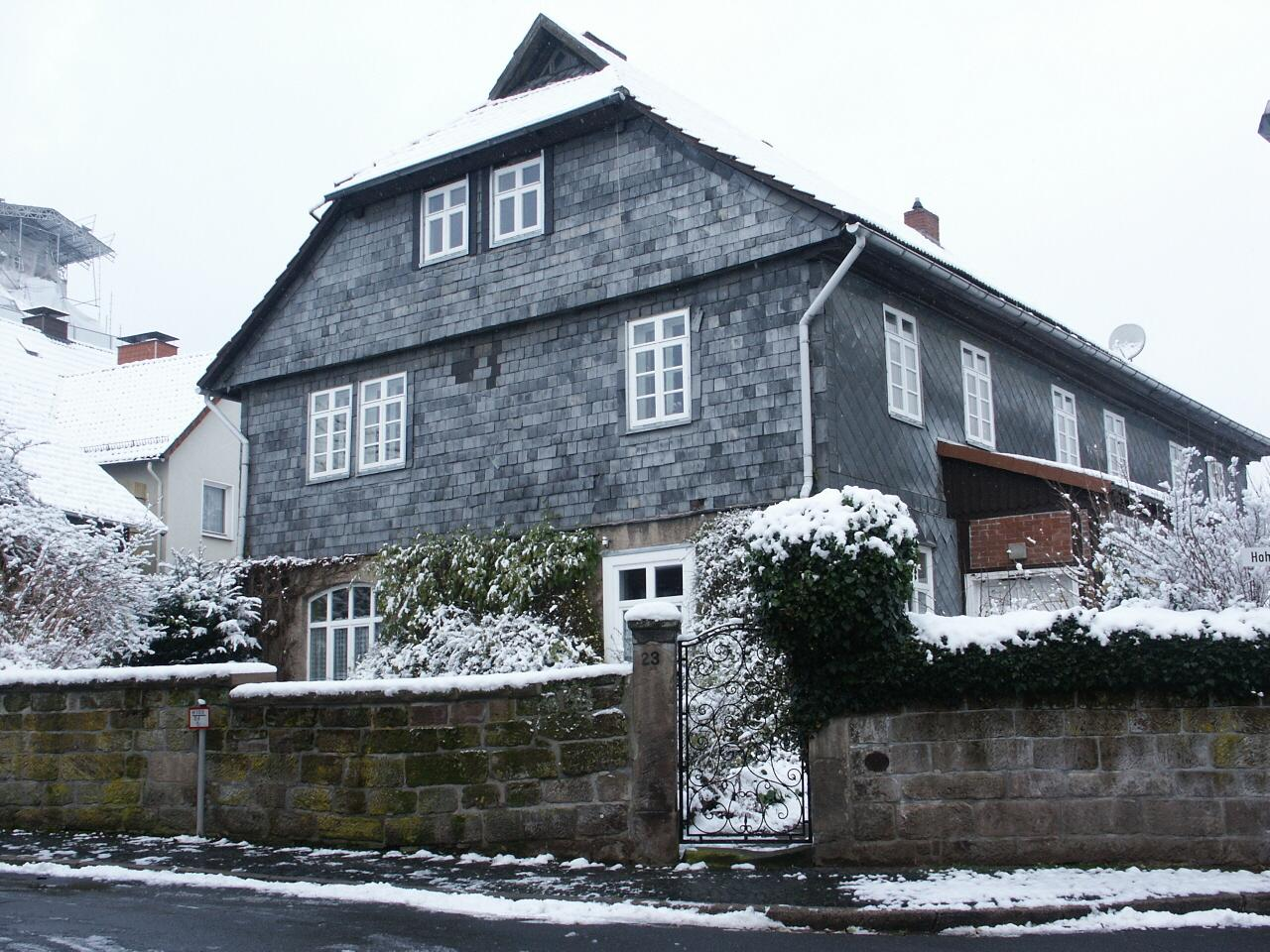
Erster Burgmannshof Hardegsen, 2005

#### Burgmannshöfe
Erster Burgmannshof
Der erste Burgmannshof wurde 1292 erstmals erwähnt. Er wurde 1591 vom Kanzler Johann von Jagemann erneut erbaut und erhielt fünf Geschosse. Die Größe des Baus vergegenwärtigt ein Kupferstich aus der ersten Hälfte des 17. Jahrhunderts. 1678 brannte das Gebäude mit der Feuersbrunst bis auf die massiven Grundmauern ab und wurde dann von der Familie von Pape erneut in der heutigen dreigeschossigen Form aufgebaut.
Zweiter Burgmannshof
Der zweite Burgmannshof war der zweite Lehnshof in Hardegsen. Er liegt direkt an der Burg Hardeg und nannte sich damals der Hof vor dem Schlosse und gehörte bis 1402 der Familie von Reckhorst.

#### Rathaus

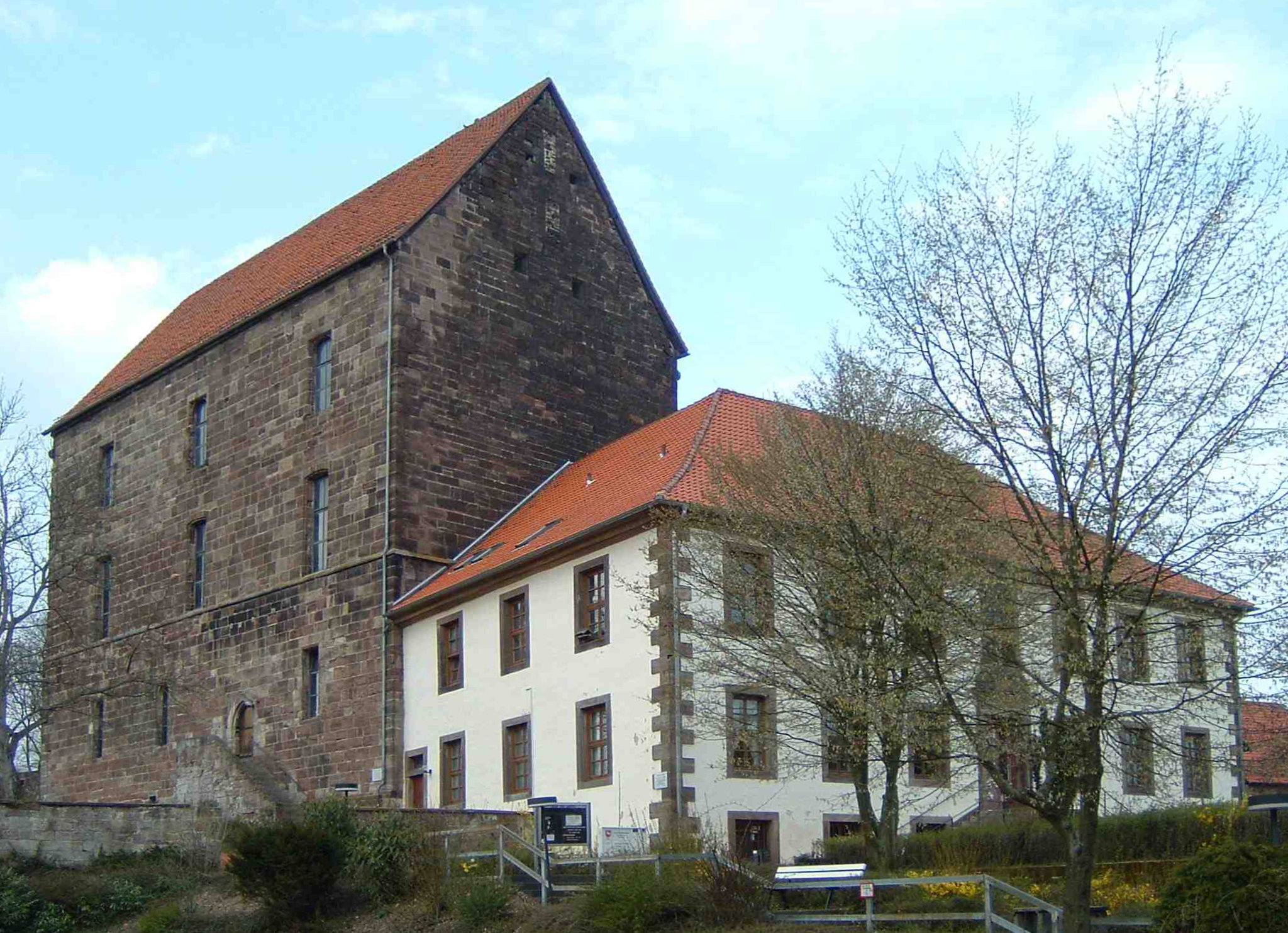
Das Muthaus der Burg mit dem Amtshaus im Vordergrund

Als eines der repräsentativsten Gebäude in Hardegsen gilt das Rathaus, welches nach Johannes Letzner 1416 auf dem „Anger“ errichtet wurde. Im Jahre 1573 erhielt es einen hölzernen Vorbau mit einem Türmchen, jedoch verhinderte der große Brand 1678, dass das Rathaus bis heute in seiner ursprünglichen Form erhalten blieb. Unmittelbar am Rathaus angelehnt befand sich damals auch das Gildehaus, welches durch sein Niederbrennen dem Nachbargebäude enorme Schäden an der vorderen Mauerseite zufügte. Die obere Hälfte wurde abgebrochen und 1680 erhielt das Rathaus unter den Bürgermeistern Johann Domeier und Paul Sartorius an seiner Nordseite einen Anbau aus Fachwerk. Nach dem Brand verlor das Rathaus seinen imposanten Charakter und besaß einen eher verarmten, nüchternen Stil, was sich dadurch ausdrückte, dass einige Räume nicht mehr nutzbar waren, während in anderen, wie beispielsweise dem Zimmer für die hiesige Legge, 1777 völlige Dunkelheit herrschte. Fenster konnten nicht eingebaut werden, da man sonst das ohnehin schon mitgenommene Mauerwerk hätte durchbrechen müssen, was die Stabilität des Gebäudes weiter vermindert hätte. Unter dem Rathaus befindet sich der Ratskeller, der in seiner heutigen Gestaltung neueren Datums ist, aber bereits im 17. Jahrhundert, sollte man Letzner glaubten, existierte. Damals war Andreas Kulp Inhaber der Ratsschänke, bevor 1678 Henning Tekelenburg als Kellerwirt genannt wird, auf den zwei Jahre später Christoph Preußer folgt. Nach mehreren Anläufen richtete man 1940 einen neuen Ratskeller ein. Das Rathaus entsprach in der zweiten Hälfte des 20. Jahrhunderts nicht mehr den gestiegenen räumlichen Anforderungen. Das Gebäude wurde 1959 verkauft, wodurch es in den Privatbesitz von Paul Haltenhof überging, der 1932 schon die Schlachterei und den Ratskeller als Pächter übernommen hatte. 1960 fanden Umbauten am Gebäude statt: Das Kellergewölbe wurde abgebrochen, die Treppen zum Eingang entfernt und eine Schlachterei errichtet. Die übrigen Räume wurden dermaßen umgebaut, dass das einstige Rathaus sich heute als Mehrfamilienhaus präsentiert. Die Stadtverwaltung zog vollends in ein anderes repräsentatives Gebäude, das neue „Ohlmersche Haus“, in das sie schon im Frühjahr 1952 umzog.

#### Burg Hardegsen
Die im 12. Jahrhundert erbaute Burg war der ehemalige Regierungssitz des Welfenherzogs Otto. Heute sind noch das Muthaus, das Hagenhaus und Teile der Burgmauer erhalten. Die Räumlichkeiten des Muthauses können besichtigt und für Feierlichkeiten und Veranstaltungen gemietet werden. Mit den Einnahmen wird der Erhalt der Burg finanziert. Der Rittersaal wird im Frühjahr und Sommer als Standesamt genutzt.

#### Stadtkirche St. Mauritius
Baubeginn dieser Kirche war 1423. Seitdem wurde sie mehrfach überarbeitet.

#### Wachturm

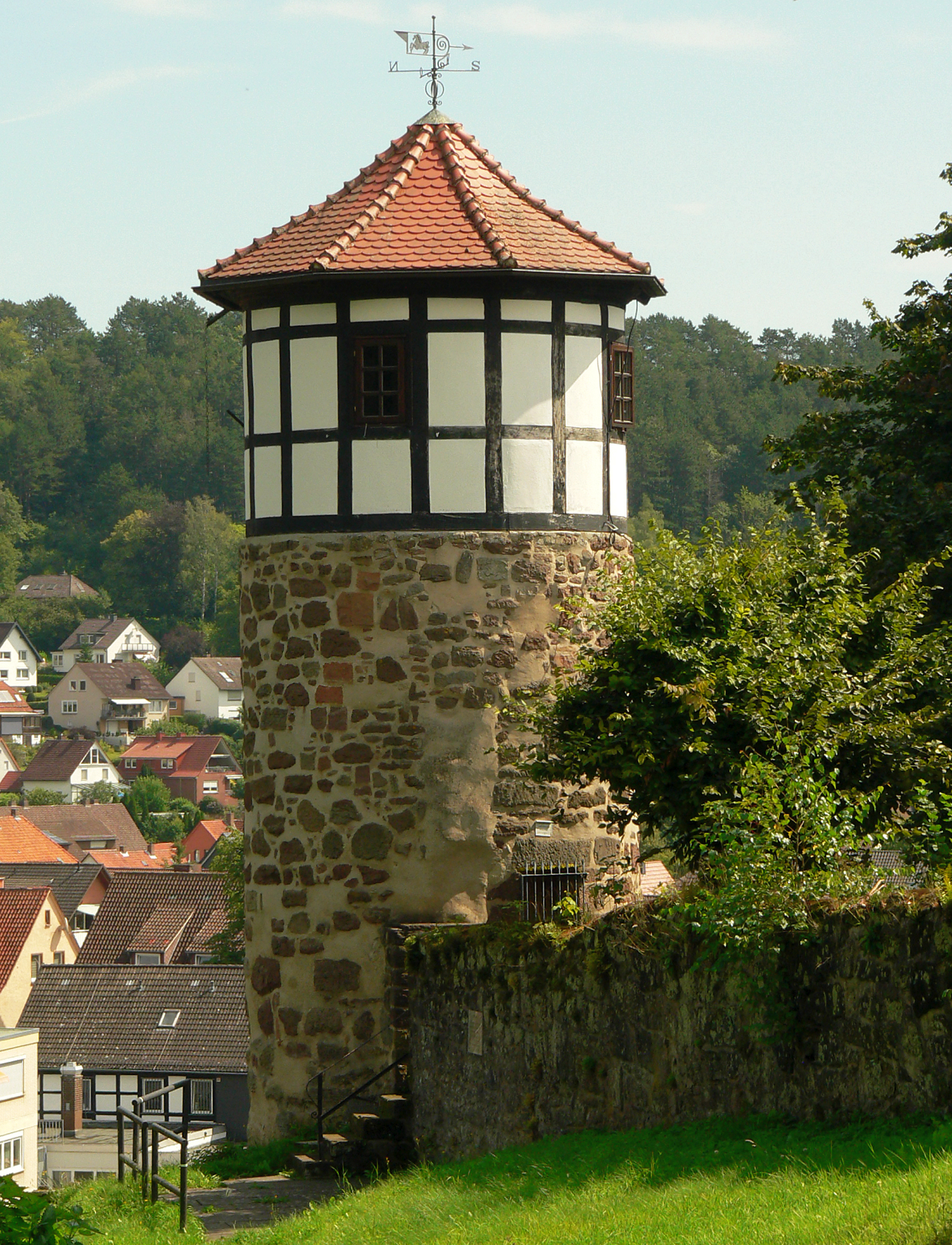
Wachturm an der Stadtmauer

Nach der Verleihung der Stadtrechte 1383 durch den damaligen Landesherren Herzog von Braunschweig zu Göttingen Otto durfte Hardegsen den Ort mit einer Mauer befestigen. Die Stadtmauer wurde vermutlich um 1400 erbaut. Der renovierte Wachturm und der angrenzende kleine Teil der Stadtmauer vermitteln einen Eindruck über die Stärke der Festigung der Stadt im Mittelalter.

## Tourismus und Freizeit

### Parks

#### Kurpark
Der Kurpark ist eine in den 1970er Jahren angelegte Anlage, in der sich Kurgäste zur Erholung und zu kommunikativen Zwecken aufhalten sollten. Daher befindet sich dort ein vom Wasser des durch das Areal durchfließenden Baches Lunau gespeister künstlicher Teich mit Fontäne, an dem Parkbänke auf hölzernen Stegen zum Verweilen einladen, sowie ein Musikpavillon. Nach dem Verlust des Titels „Luftkurort“ verlor diese in unmittelbarer Nähe der Burganlage befindliche Fläche ihre ursprüngliche Funktion, wird aber weiterhin als Park für die Bürger gepflegt und unterhalten.

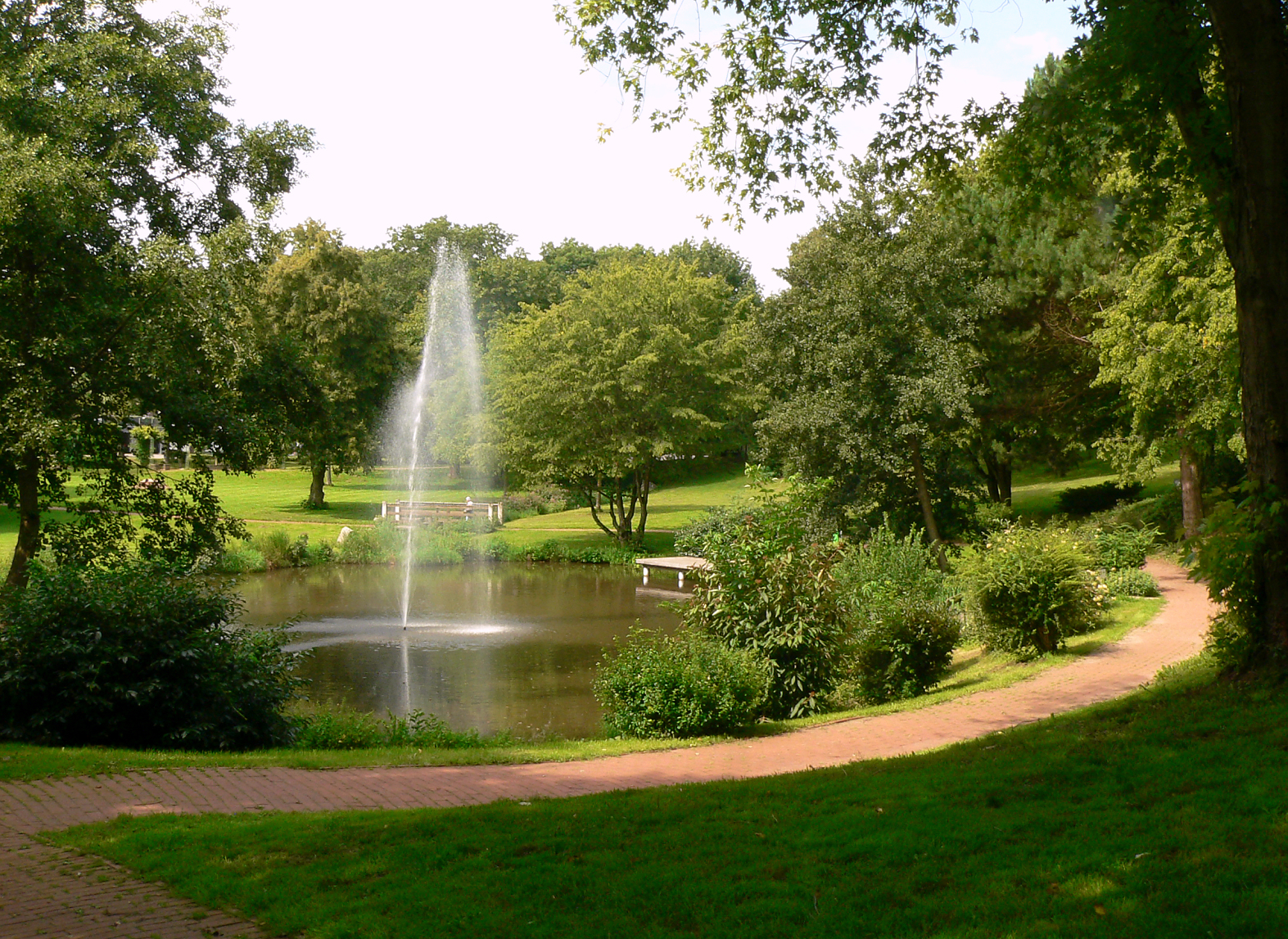
Kurpark mit Teich und Fontäne

#### Wildpark
Der Wildpark wurde im Juni 1965 eröffnet und wird neben den Einwohnern Hardegsens auch von Bewohnern der umliegenden Bereiche Göttingen, Northeim und Uslar besucht. Ideell und materiell wird der Park vom Arbeitskreis Wildpark unterstützt. Dabei helfen unter anderem der Förderverein Wildpark Hardegsen e. V. sowie weitere ehrenamtliche Helfer.
Auf einer im Espoldetal gelegenen Fläche von rund 12 ha werden 20 verschiedene Tierarten mit etwa 150 Tieren vorgestellt. Neben heimischen Schalenwildarten sind auch bedrohte Haustierrassen wie z. B. die Thüringer Waldziege oder das Angler Sattelschwein zu betrachten. Als Kinderattraktion gibt es eine Streichelwiese mit Zwergziegen, Hängebauchschweinen, Esel und Pony.

### Sport
- Freibad Hardegsen
- Hardegsen Baskets 07
- Hardegser Sportverein von 1872 e. V. mit den Bogenschützen
- Schützenverein Hardegsen
- Sportfischerverein
- Hardegser Tennisclub e. V.

### Wandern und Mountainbiken
In Hardegsen beginnt der Solling-Harz-Querweg.
2005 war Hardegsen an der Gründung der Mountainbikeregion Solling-Vogler beteiligt.

## Wirtschaft und Infrastruktur

### Unternehmen

#### Industrie
1897 öffnete das Zementwerk als erster größerer Betrieb in Hardegsen. Das Zementwerk ist heute geschlossen, der Steinbruch dient aber immer noch dem Kalkabbau. Im Dezember 2007 wurde der weithin sichtbare Turm des Zementwerks gesprengt. Seit November 2006 befindet sich auf dem ehemaligen Gelände des Zementwerks die zuvor in Katlenburg-Lindau ansässige Biomasse-Verwertungs-Gesellschaft (bvg), sowie seit 2010 das Holzpelletwerk Hardegsen.
Eine Knopffabrik hat im ersten Jahrzehnt des 21. Jahrhunderts ihre Fertigung eingestellt.
Die nunmehr geringe industrielle Aktivität der Region Hardegsen ist geprägt von einzelnen Betrieben aus der Holz verarbeitenden und Metall verarbeitenden Industrie.
Die jüngste Aktivität in diesem Bereich stellt die Anlage des „Gewerbeparks Hardegsen“ an der B 446 dar. Dort befindet sich ein großes Solar-Kraftwerk und eine gewerbliche Biogas-Anlage, die Abfälle oder eigens für den Zweck produzierte Pflanzen aus der Landwirtschaft verwertet.

#### Land- und Forstwirtschaft
Die Landwirtschaft und Forstwirtschaft stellen die Säulen der lokalen Wirtschaftstätigkeit dar. Umfangreiche forstwirtschaftlich genutzte Wälder und große landwirtschaftliche Flächen (Ackerbau- und Weideflächen) legen hierfür sichtbares Zeugnis ab.

#### Handwerk
In mehreren Gewerbegebieten haben sich in Hardegsen Dienstleister (u. a. Sicherheitsgewerbe) und Handwerksbetriebe niedergelassen, die den lokalen Markt mit ihren Angeboten bedienen.

#### Handel
Die europaweit agierende Firmengruppe Poco Einrichtungsmärkte GmbH & Co. KG ist heute mit ca. 170 Arbeitsplätzen der größte Arbeitgeber im Stadtgebiet. Der übrige Handel hat nach 1990 einen radikalen Wandel erlebt und die einstmalige von lokalen Kaufleuten und Einzelhändlern geprägte Struktur zugunsten einer von überregionalen Handelsketten dominierten verändert. Von diesen haben sich drei im Stadtgebiet niedergelassen und versorgen die Bevölkerung mit einem umfangreichen und aktuellen Standards entsprechenden Angebot an Lebensmitteln.

### Verkehr

#### Straße
Die Stadt Hardegsen ist direkt an das Fernstraßennetz angeschlossen. An der Stadt führt die Bundesstraße 241 vorbei, die einstmals mitten durch den Ort führte, der nunmehr über zwei Anschlüsse zu erreichen ist. Aufgrund der schmalen, nicht ausbaufähigen Fahrbahn und dem dem mittelalterlichen Stadtgrundriss folgenden, kurvigen Straßenverlauf im Bereich der Altstadt, wurde die Bundesstraße 241 aus dem Ortskern auf eine Umgehungsstraße an den Ausläufern des Gladebergs verlegt. Die Ortsumgehung bringt eine erhebliche Entlastung der Stadtmitte vom Durchgangsverkehr, bewirkt jedoch gleichzeitig eine Abnahme der Besucherzahlen. Die Bundesstraße 241 führt in westlicher Richtung von Hardegsen aus durch den Solling und an die Weser, in östlicher Richtung über Moringen in die Kreishauptstadt Northeim und weiter in den Harz.
An einer in den Sechzigerjahren des Zwanzigsten Jahrhunderts angelegten großen Kreuzungsanlage mit aufwändiger Fahrbahnführung östlich der Stadt beginnt die Bundesstraße 446, eine der kürzesten Bundesstraßen überhaupt. Über diese ist von Hardegsen aus günstig das Autobahnnetz erreichbar. Die Bundesautobahn 7 wird nach 4 km an der Abfahrt Nörten-Hardenberg erreicht. Parallel zu dieser verläuft nur einen halben Kilometer weiter entfernt die überregional bedeutende Bundesstraße 3.

#### Öffentliche Verkehrsmittel
Hardegsen befindet sich im Bereich des Verkehrsverbundes Süd-Niedersachsen. Durch die starke Abnahme der Bedeutung des Eisenbahnverkehrs in der zweiten Hälfte des 20. Jahrhunderts, befindet sich in Hardegsen nur noch eine Haltestelle am Gleis der nördlich und hoch über der Stadt passierenden Sollingbahn. Einstmals verfügte Hardegsen über einen eigenständigen Bahnhof an einer überregional bedeutenden, zweigleisig geführten Eisenbahnlinie, die die Industriegebiete im Westen (Ruhrgebiet) mit denen im Osten (Halle-Leipzig) verband. Durch die Teilung Deutschlands nach dem Zweiten Weltkrieg verlor diese Strecke erheblich an Bedeutung, was ihr nach der Wiedervereinigung abermals widerfuhr. Heute handelt es sich bei der Strecke Northeim-Ottbergen um eine Eisenbahnverbindung mit regionaler Bedeutung.
Der öffentliche Personennahverkehr wird in erster Linie durch Omnibusse bedient. Hardegsen ist mit dem Bus mit Northeim (Linie) und Göttingen (Linie 220 RegioLiner) verbunden, die unter der Woche und tagsüber zwischen 6 und 20 Uhr regelmäßig, als sogenannte RegioLiner zeitweilig sogar im Halbstundentakt, verkehren. Busse fahren auch nach Uslar (Linie 212) und Nörten-Hardenberg (Linie 182).
Am Wochenende ist der Fahrplan aller öffentlichen Verkehrsmittel stark ausgedünnt. Bei Bedarf können die Dienste eines örtlichen Busunternehmens in Anspruch genommen werden, der auch Taxi-Dienste anbietet.

### Bildung
- Grundschule Hardegsen
- Institut für allgemeine und angewandte Ökologie e. V.
- Weperschule, Schule für Geistigbehinderte
- Kreisvolkshochschule, Außenstelle Hardegsen

### Telekommunikation
- Fernmeldeturm Solling bei Espol

## Persönlichkeiten

### Söhne und Töchter der Stadt
- Dethard II. von Rosdorf (um 1268–1327), er war gemeinsam mit seinen Brüdern Conrad und Ludwig von Rosdorf Dominus (Burgherr/graf) u. a. von Hardegsen, er ist auf der Burg Hardegsen geboren und verstorben
- Walpurgis II. von Rosdorf (um 1290–1358), Tochter des Edelherrn Ludwig I. von Rosdorf, des ersten Burgherrn zu Hardegsen und Moringen, und Schwester Ludwigs II. von Rosdorf, sie ist in der Burg Hardegsen geboren und verstorben
- Johann Spangenberg (1484–1550), evangelischer Theologe und Reformator
- Johannes Letzner (1531–1613), evangelischer Pfarrer und niedersächsischer Landeshistoriker
- Heinrich Petreus (1546–1615), Jurist und Humanist
- Christian Friedrich Wedemeyer (1747–1828), Oberamtmann
- Friedrich Wilhelm Compe (1751–1827), deutsch-dänischer Amtsmann und Ritter des Dannebrogordens und Danebrogsmann
- Johann Friedrich Bessel (1755–1833), Theaterschauspieler
- Karl Christian Matthaei (1770–1847), Arzt
- Karoline Wilhelmine Eleonore von Münchhausen (1786–1838), Tochter des Landrats von Münchhausen aus dem Hause Schwöbber, sie heiratete 26. Juli 1806 den Oberforstmeister Heinrich August Wilhelm von Bülow
- Heinrich Geyer (1818–1896), katholisch-apostolischer Geistlicher, Prophet der katholisch-apostolischen Gemeinden und begründete durch neue Apostelberufungen die „Allgemeine christliche Apostolische Mission“, die später zur Neuapostolischen Kirche führte
- Carl Steuernagel (1869–1958), evangelischer Theologe und Professor für das Fach Altes Testament zunächst an der Universität Halle, später an der Universität Breslau und der Universität Greifswald
- Wilhelm Wieger alias Will Wieger (1890–1964), Maler, Zeichner, Illustrator und Grafiker[36][37]
- Otto Blankenstein (* wahrscheinlich 1932), Sexarbeiter und Kronzeuge bei den Frankfurter Homosexuellenprozessen
- Herwig van Nieuwland (* 1952), Richter, Präsident des Niedersächsischen Oberverwaltungsgerichts und später Präsident des niedersächsischen Staatsgerichtshofs
- Annette Paulmann (* 1964), Schauspielerin
- Karate Andi, Deutschrapper

### Personen, die mit der Stadt in Verbindung stehen
- Ludwig II. von Rosdorf (um 1230–1291), war u. a. Burgherr zu Hardegsen, Advokat des Klosters Fredelsloh, Berater und Diplomat Herzog Albrechts I., verstarb auf der Burg Hardegsen
- Otto I. von Braunschweig-Göttingen (um 1330–1394), aus der Familie der Welfen, nomineller Herzog von Braunschweig-Lüneburg und ab 1367 Fürst im Fürstentum Göttingen, verstarb in Hardegsen
- Achatius Mylius (1608–1664), lutherischer Theologe und Generalsuperintendent der Generaldiözesen Bockenem und Alfeld, er war von 1640 bis 1643 Pastor im Ortsteil Hevensen
- Johann Justus Hansen (um 1728–1801), Orgelbauer im Ausgang des 18. Jahrhunderts, baute 1784 die Orgel der örtlichen St.-Mauritius-Kirche, wohnte u. a. in Hardegsen
- Heinrich Sauthoff (1828–1889), Kämmerer und Sparkassenleiter der Stadt Moringen, er arbeitete von 1847 bis 1852 als vereidigter Schreiber im König-Hannoverschen Amt Moringen-Hardegsen
- Hermann Manske (1839–1919), Industrieller und Pionier der Zementindustrie, er besaß Grundstücke in Hardegsen
- Max Kolde (1854–1889), Architekt und Hochschullehrer, er leitete von 1885 bis 1887 den Turmanbau der örtlichen St. Lambertikirche
- Heinrich Sohnrey (1859–1948), Lehrer, Volksschriftsteller und Publizist, viele seiner literarischen Werke sind der Ideologie des Nationalsozialismus verpflichtet, die Sohnreystraße in Hardegsen ist nach seinem Namen benannt worden
- Georg Greve-Lindau (1876–1963), Maler des Impressionismus, er führte Aufträge u. a. in Hardegsen aus
- Josef Fehlig (1908–1980), Architekt mit dem Schwerpunkt Kirchenbau, er baute 1955 die örtliche St.-Marien-Kirche
- Horst Kramer (1924–2015), Forstwissenschaftler, von 1965 bis 1967 war er Leiter des Forstamtes Hardegsen
- Bernhardt Edskes (1940–2022), niederländisch-schweizerischer Organist, Orgelsachverständiger und Orgelbauer in Wohlen, sein Werk ist der Orgelneubau (1996) der örtlichen St.-Mauritius-Kirche
- Michael Wickmann (* 1952), Kommunalpolitiker (SPD) und von 2002 bis 2015 hauptamtlicher Landrat des Landkreises Northeim, in Hardegsen war er von 1996 bis 2001 Ratsherr und 2. stellvertretender Bürgermeister